# کیت بامبریج
کیت بامبریج (انگلیسی: Keith Bambridge; ۱ سپتامبر ۱۹۳۵ – ۱۵ ژوئیهٔ ۲۰۲۱) بازیکن فوتبال اهل بریتانیا بود.
از باشگاه‌هایی که در آن بازی کرده‌است می‌توان به باشگاه فوتبال روترهام یونایتد و باشگاه فوتبال دارلینگتون اشاره کرد.